# Маріньйо Шагас
Маріньйо Шагас (порт. Marinho Chagas, 8 лютого 1952, Натал — 1 червня 2014, Жуан-Пессоа) — бразильський футболіст, що грав на позиції захисника.
Виступав, зокрема, за клуб «Ботафогу», а також національну збірну Бразилії.

## Клубна кар'єра
У дорослому футболі дебютував 1968 року виступами за команду другого дивізіону «Ріашуелу», після чого з 1969 по 1972 рік грав у складі інших нижчолігових команд «АБС» та «Наутіко Капібарібе». З останньою з них 1971 року виграв чемпіонат штату Ріо-Гранде-ду-Норте та вийшов до Серії А, вищого дивізіону Бразилії.
Своєю грою там привернув увагу представників тренерського штабу клубу «Ботафогу», до складу якого приєднався 1972 року. Відіграв за команду з Ріо-де-Жанейро наступні п'ять сезонів своєї ігрової кар'єри, а потім ще два роки грав за іншу місцеву команду «Флуміненсе».
Наступні два сезони Маріньйо Шагас провів у Північноамериканській футбольній лізі. У перший рік, виступаючи за «Нью-Йорк Космос» разом з такими зірками як Карлос Альберто Торрес та Франц Бекенбауер, його клуб дійшов у півфіналі чемпіонату, де поступився майбутнім переможцям «Ванкуверу Вайткапс». Маріньйо забив 8 голів у своїх 24 матчах того сезону. Наступного розіграшу, граючи з німецьким зірковим форвардом Гердом Мюллером за «Форт-Лодердейл Страйкерс», він забив три голи в 19 матчах, а команда стала віце-чемпіоном чемпіонату, програвши «Космосу» 0:3 у фінальній грі. Однак Маріньйо не грав у фіналі.

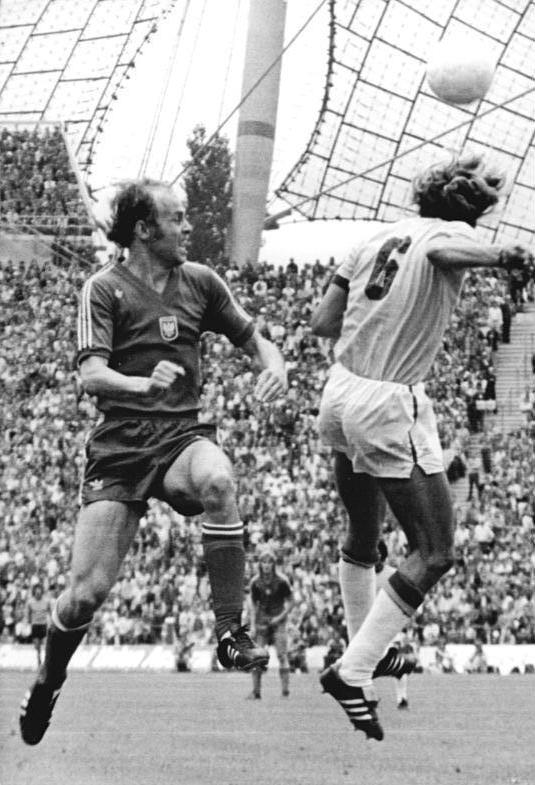
Маріньйо Шагас (праворуч) проти поляка Гжегожа Лято у матчі за 3-тє місце чемпіонату світу 1974 року

Повернувшись до Бразилії, він грав за «Сан-Паулу», з яким виграв чемпіонат штату Сан-Паулу в 1981 році. Він виступав за «Сан-Паулу» до 1983 року, після чого приєднався до клубу «Бангу», де провів сезон 1983 року у Серії Б. Наступний 1984 рік провів у «Форталезі», а 1985 рік — в клубі «Америка» (Натал).
Завершив ігрову кар'єру на професіональному рівні у американській команді «Лос-Анджелес Гіт», за яку виступав протягом 1986—1987 років у Western Soccer Alliance, після чого виступав за аматорську німецьку команду «Арлекін» (Аугсбург)

## Виступи за збірну
25 червня 1973 року дебютував в офіційних іграх у складі національної збірної Бразилії в товариському матчі проти Швеції (0:1).
У складі збірної був учасником чемпіонату світу 1974 року у ФРН. На чемпіонаті зіграв у всіх 7 матчах своєї команди, включаючи програний матч за 3 місце проти польської збірної.
1976 року у складі збірної — володар Кубка Ріу-Бранку, Кубка Рока та Освальдо Круза.
Свій останній виступ за збірну Маріньйо Шагас провів у товариському матчі проти збірної Югославії 26 червня 1977 року, той матч завершився нічиєю з рахунком 0:0. Загалом протягом кар'єри у національній команді, яка тривала 5 років, провів у її формі 27 матчів, забивши 4 голи. Також зіграв за збірну 10 неофіційних матчів.

## Титули і досягнення

### Командні
- Чемпіон штату Ріо-Гранде-ду-Норте: 1970
- Чемпіонат штату Сан-Паулу: 1981
- Володар Кубка Ріу-Бранку (1):

### Особисті
- Володар «Срібного м'яча» Бразилії (3): 1972, 1973, 1981
- Другий найкращий футболіст року в Південній Америці: 1974

## Особисте життя
Маріньйо Шагас був батьком трьох дітей, двох синів і доньки, а також дідом трьох онуків. В інтерв'ю 2013 року він пожартував, що, маючи на увазі його спосіб життя, у нього можуть бути інші діти, але ніхто з них не виступає, щоб заявити про нього як про свого батька.
Помер 1 червня 2014 року на 63-му році життя у місті Жуан-Пессоа від крововиливу в шлунково-кишковий тракт. На момент смерті він працював спортивним коментатором в Наталі і в останні роки боровся з алкоголізмом.